# بجين
بجين (بالإنجليزية: Peqin)‏ هي مدينة في مقاطعة إلباسان وسط ألبانيا، ومنذ عام 2015 أصبحت من بلديات ألبانياويبلغ مجموع السكان 26136 نسمة (تعداد عام 2011)، في مساحة إجمالية قدرها 197.79 كم 2. رمزها البريدي هو 3501.